# Seebrücke Grömitz

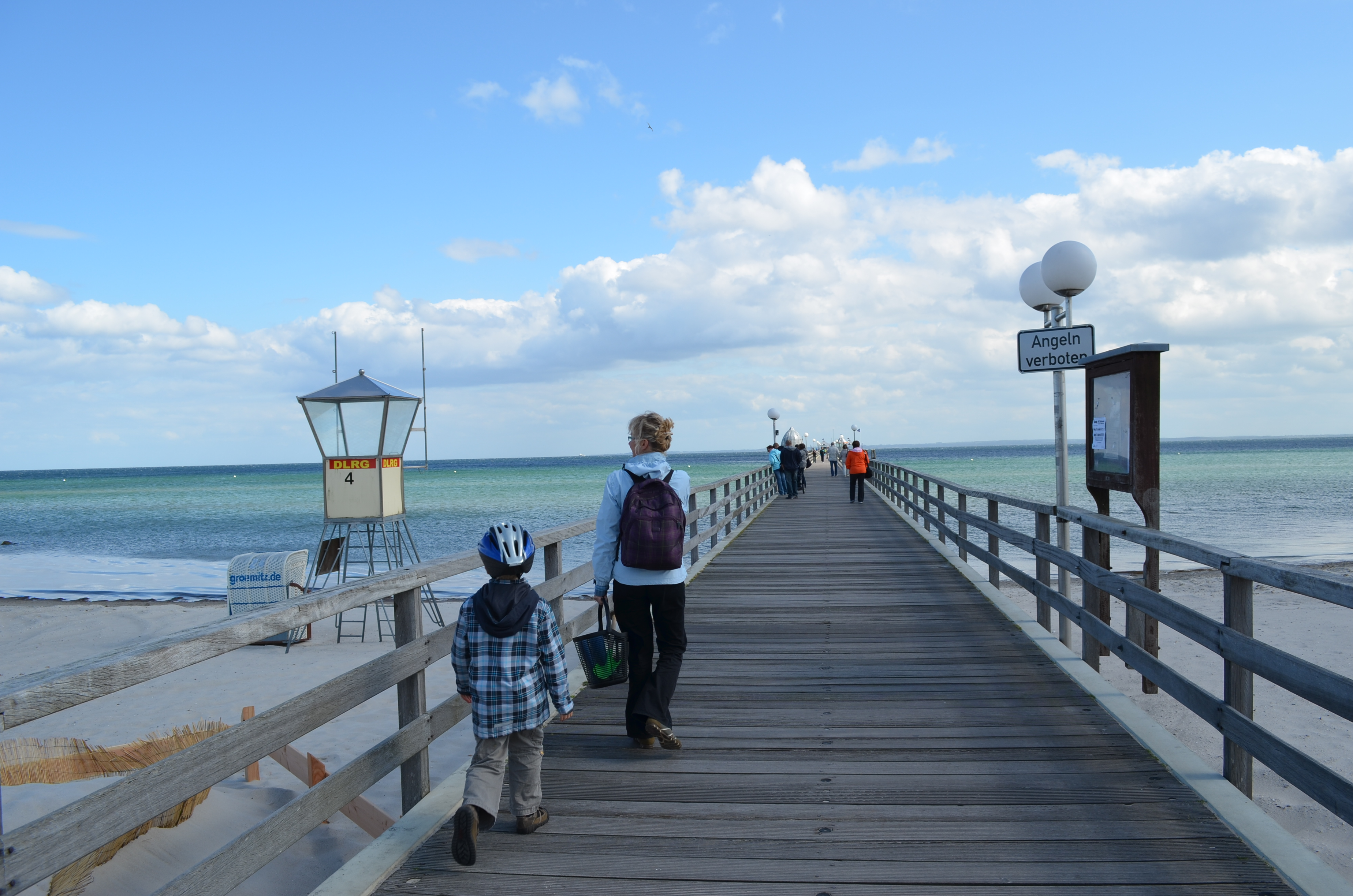
Seebrücke in Grömitz (2012)

Die Seebrücke Grömitz ist eine Seebrücke im Ostseebad Grömitz, Kreis Ostholstein in der Lübecker Bucht in Schleswig-Holstein an der Ostsee.

## Geschichte
Das Anlanden der ersten Gäste erfolgte ab 1903 an der Hedwigbrücke, an einem Anlegesteg. Um das Anlegen der Liniendampfer zu ermöglichen, baute man 1912 eine 480 Meter lange Seebrücke und konnte damit die Besucherzahlen erheblich steigern. Im strengen Winter 1942 wurde die Seebrücke durch Sturm und Eisgang zerstört.
Grömitz, ein anerkanntes Seeheilbad, errichtete für seine Gäste an der Promenade zusammen mit dem Vorplatz 1984 eine neue Seebrücke. Sie erstreckt sich 398 Meter auf die Ostsee hinaus.
Am Seebrückenkopf lädt seit 2009 eine Tauchgondel zum Abtauchen und Verweilen in 3 Meter Tiefe unter Wasser ein und gewährt Einblicke in die lokale Meereswelt.
Von 2020 bis 2022 erfolgten umfangreiche Erneuerungen und Erweiterungen der Brücke. So entstanden zwei Plattformen mit Sonnendeck, Liegen und Drehsessel sowie Leuchtturmrutsche und Kletternetz. Ein neues Geländer mit indirekter LED-Beleuchtung lässt die Brücke und die Plattformen am Abend erstrahlen.
Zum Jahreswechsel zieht es Einwohner und Gäste zur traditionellen Sylvester Open Air Party auf den Seebrückenvorplatz und die Seebrücke mit einem offiziellen Silvesterfeuerwerk.

## Motiv und Philatelistische Würdigung
NordBrief 2019 Seebrücke Grömitz, 1,10 €

Link zum Bild

Eine Briefmarke kam 2019 vom privaten Postdienstleister NordBrief mit dem Abbild der Seebrücke mit einem Wert von 1,10 Euro heraus.